# Промислова територіальна система
Промисло́ва територіа́льна систе́ма (ПТС) — це системні форми територіальної організації промисловості.
У масштабах країни можна виділити шість типів ПТС:
- елементарні — окремі виробництва або їх територіально стійкі об'єднання разом з мережею горизонтальних зв'язків — з матеріально-технічного постачання й збуту продукції, трудових тощо;
- багатостадійні, які утворюються при інтеграції елементарних ПТС на основі вертикальних зв'язків — з кооперування й комбінування виробництва, зокрема територіального;
- спеціалізовані, які виникають внаслідок зосередження і взаємодії у певному ареалі — локальному, мікро-, мезо-, макрорайонному, зональному — елементарних і багатостадійних ПТС однієї галузі (підгалузі) або кількох взаємопов'язаних галузей;
- інтегральні, які близькі до спеціалізованих, але формуються на основі елементарних і багатостадійних ПТС різних галузей;
- регіональні, що формуються переважно в адміністративно-економічних регіонах внаслідок закономірностей регіональної інтеграції виробництва та регіональної цілісності на основі спеціалізованих та інтегральних ПТС; нарешті,
- національна ПТС, яку можна розглядати як цілісну функціональну систему (комплекс), що утворюється зі спеціалізованих ПТС загальнодержавного масштабу або регіональних промислових систем (комплексів).